# Herb Olsztynka
Herb Olsztynka – jeden z symboli miasta Olsztynek i gminy Olsztynek w postaci herbu. Herb używany jest od założenia miasta w XIV wieku.

## Wygląd i symbolika
Herb przedstawia na srebrnej tarczy postać świętego Piotra w błękitnej szacie z kluczem złotym zębem ku górze w prawo, w prawej ręce, wspartego na złotej lasce lewą ręką, stojącego na murawie zielonej. Postać świętego Piotra w długiej pofałdowanej szacie, z aureolą wokół głowy bez nakrycia. Spod długiej szaty wystają bose nogi. Twarz dłonie i stopy koloru różowo-żółtego, włosy, broda, wąsy oraz aureola koloru białego. Stosunek szerokości do długości 5:6
Herb nawiązuje do patrona olsztyneckiego kościoła – pw. św. Piotra. 